# Vila do Porto
Vila do Porto és un municipi de les Açores (Portugal), situat a l'illa de Santa Maria. Se sotsdivideix en cinc parròquies:
- Almagreira
- Santa Bárbara
- Santo Espírito
- São Pedro
- Vila do Porto

| Població del municipi de Vila do Porto (1849 – 2004) | Població del municipi de Vila do Porto (1849 – 2004) | Població del municipi de Vila do Porto (1849 – 2004) | Població del municipi de Vila do Porto (1849 – 2004) | Població del municipi de Vila do Porto (1849 – 2004) | Població del municipi de Vila do Porto (1849 – 2004) | Població del municipi de Vila do Porto (1849 – 2004) | Població del municipi de Vila do Porto (1849 – 2004) |
| ---------------------------------------------------- | ---------------------------------------------------- | ---------------------------------------------------- | ---------------------------------------------------- | ---------------------------------------------------- | ---------------------------------------------------- | ---------------------------------------------------- | ---------------------------------------------------- |
| 1849                                                 | 1900                                                 | 1930                                                 | 1960                                                 | 1981                                                 | 1991                                                 | 2001                                                 | 2004                                                 |
| 5647                                                 | 6359                                                 | 7158                                                 | 13233                                                | 6500                                                 | 5922                                                 | 5578                                                 | 5511                                                 |